# Verlach
Verlach ist eine Ortslage in der bergischen Großstadt Solingen. In den Wald- und Moorwaldgebieten zwischen Götsche und Verlach befindet sich der niedrigste Punkt des Solinger Stadtgebietes mit rund 53 Metern über NHN. 

## Lage und Beschreibung
Der Ort, der nur wenige Gebäude zwischen der Stadtgrenze zu Hilden und der Autobahn 3 umfasst, befindet sich im äußersten Westen des Solinger Stadtgebietes. Er liegt im Stadtteil Ohligs südwestlich der Ohligser Heide an der Verbindungsstraße zwischen Hilden und Ohligs, die in diesem Bereich den Namen Verlach trägt, sowie an einer südlich gelegenen Stichstraße. Dort befindet sich auch ein Reiterhof. Hinter der Stadtgrenze zu Hilden befindet sich der Hildener Südfriedhof, südlich davon die Erika-Siedlung. An der Autobahn 3 befindet sich bei Verlach die Autobahnraststätte Ohligser Heide.
Benachbarte Orte sind bzw. waren (von Nord nach West): Kalstert (auf Hildener Stadtgebiet), Kovelenberg, Bauermannsheide, Engelsberger Hof, Krüdersheide, Götsche (auf Solinger Stadtgebiet) sowie Lehmkuhl, Strauch und Klophaus (auf Hildener Stadtgebiet).

## Etymologie
Was die Flurbezeichnung Verlach bedeutet ist bis heute unklar.

## Geschichte
Verlach entstand vermutlich im 19. Jahrhundert, die Charte der Bürgermeisterei Merscheid aus dem Jahr 1830 zeigt den Ort unbeschriftet in der Flur I Richrather-Mark gelegen. Die Preußische Neuaufnahme von 1893 verzeichnet den Ort bereits als Verlach. Er wurde in den Ortsregistern der Stadt Merscheid geführt, die 1891 in Ohligs umbenannt wurde.
Im Gemeindelexikon für die Provinz Rheinland von 1888 werden 14 Wohnhäuser mit 80 Einwohnern angegeben. 1895 besitzt der Ortsteil zwölf Wohnhäuser mit 103 Einwohnern.
Mit der Städtevereinigung zu Groß-Solingen im Jahre 1929 wurde Verlach ein Ortsteil Solingens. Die in den 1930er Jahren trassierte Reichsautobahn zwischen Köln und Duisburg verläuft zwischen Götsche und Verlach auch über Solinger Stadtgebiet. Die heutige Bundesautobahn 3 wurde in diesem Abschnitt 1936 für den Verkehr freigegeben. Bei Verlach entstand überdies in beiden Richtungen ein Autobahnparkplatz, der später zu einer Autobahnraststätte ausgebaut wurde, die den Namen der angrenzenden Ohligser Heide erhielt.